# Seilbahndienst

MSB Z307: Oberst Luchsinger, General Guisan, Generalstabschef Huber

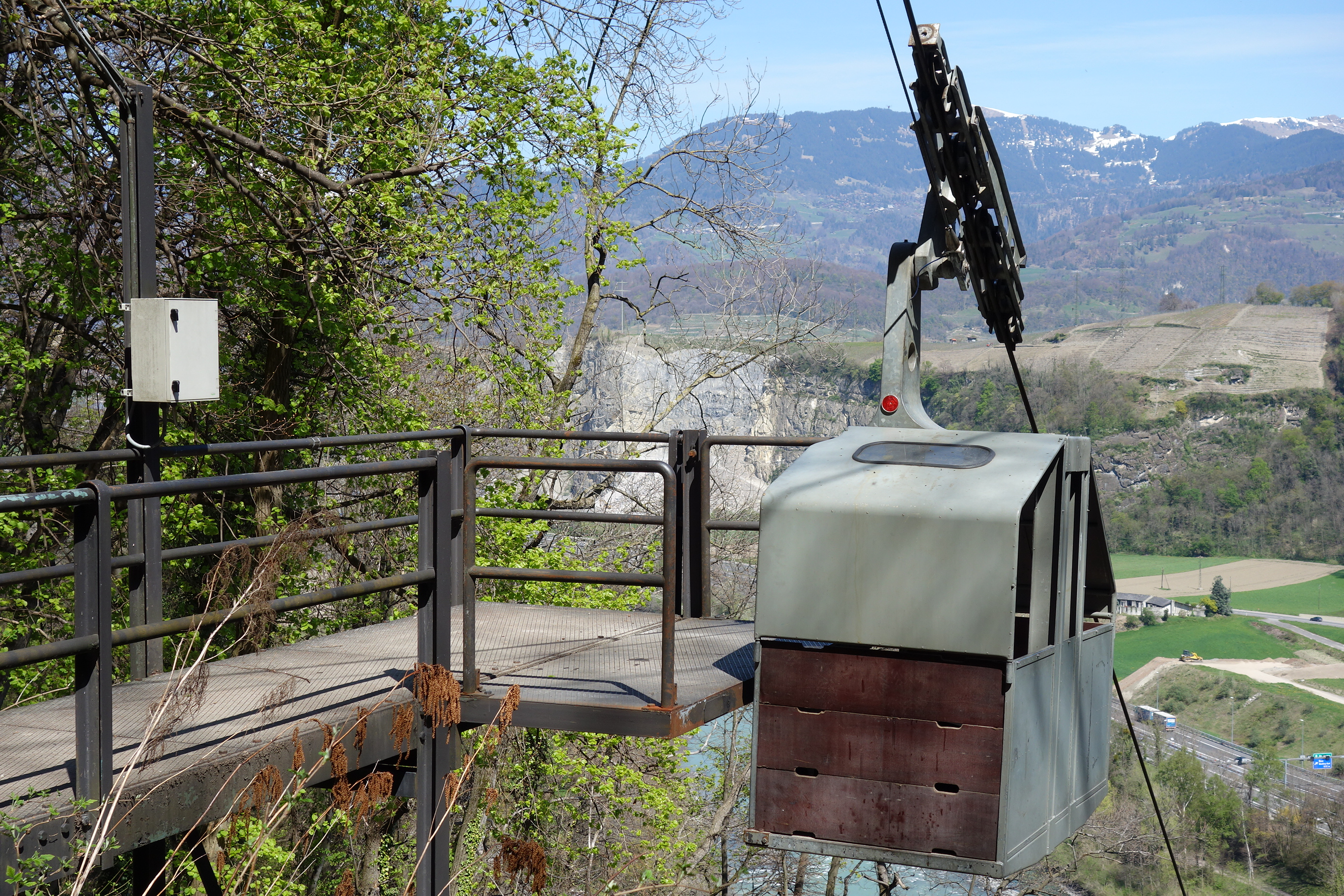
Luftseilbahn Artilleriewerk Cindey

Der Seilbahndienst ist eine historische Truppengattung der Schweizer Armee, die den mittels Militärseilbahnen abgewickelten Personen- und Gütertransport sicherzustellen hatte. Dazu gehörte die Erstellung der Infrastruktur und deren Betrieb.
Der Seilbahndienst mit den Seilbahnsappeuren war als Untergattung der Truppengattung Genietruppen (Geniechef im Armeestab) unterstellt. Der Seilbahndienst bestand von 1940 bis 1995.

## Geschichte

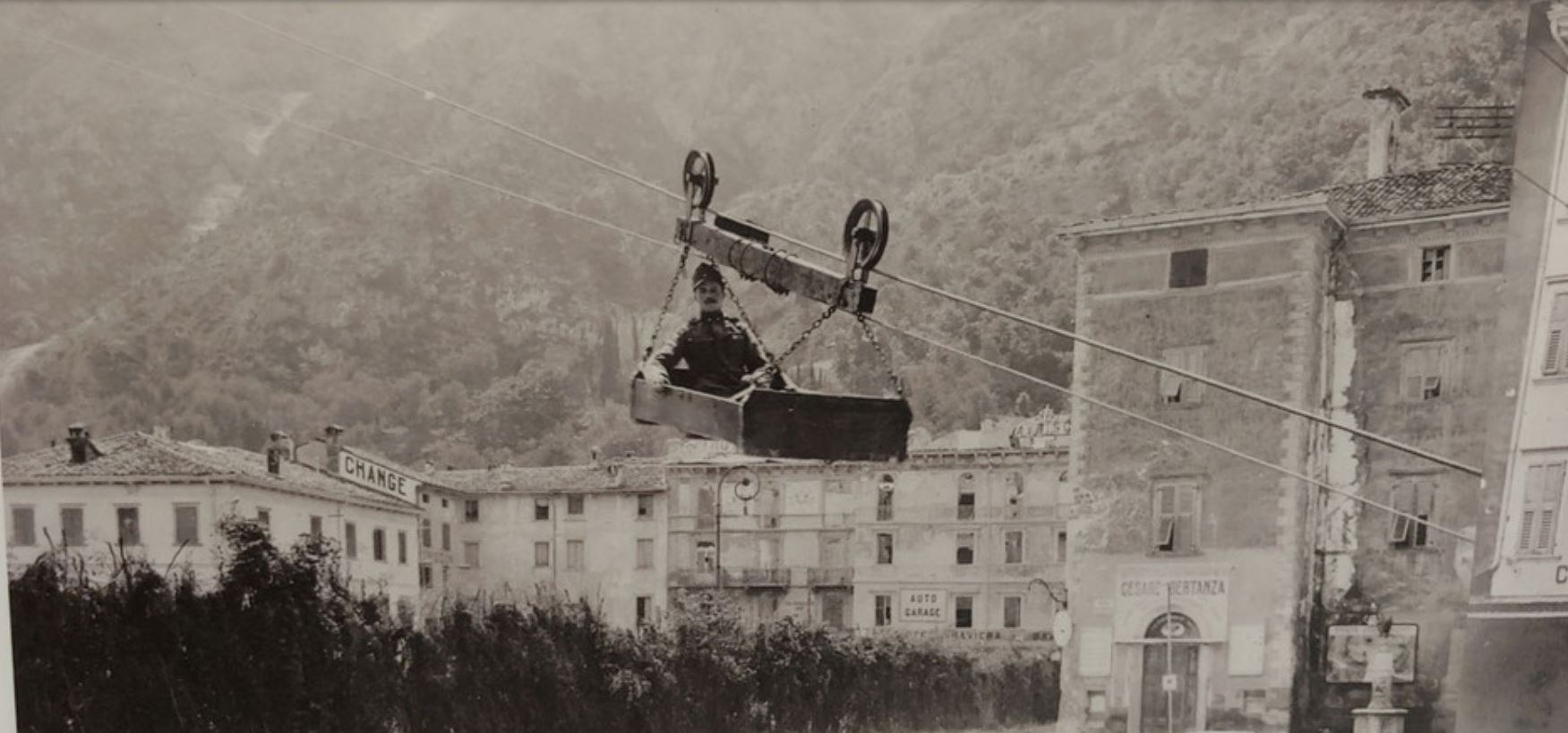
Militärseilbahn in Riva del Garda, Erster Weltkrieg

Obwohl die ersten Militärseilbahnen während des Ersten Weltkriegs (K.u.k. Militär-Seilbahnen, Luis Zuegg) eingesetzt worden waren, kamen sie in der Schweizer Armee erst während des Zweiten Weltkriegs in grösserem Umfang zum Einsatz.
In den Jahren 1921 bis 1923 hatte das Eidgenössische Militärdepartement EMD ihm angebotene acht gut erhaltene österreichische Seilbahnen gekauft und eingelagert. Diese wurden in den 1940er Jahren für die Militärseilbahnen Pragelpass, Risetenpass, Mörlialp-Marienthal und im Tessin verwendet.
Ab 1936 wurden Seilbahnspezialisten in die Sappeurbataillone eingeteilt. Die Gebirgssappeur Rekrutenschule II/36 baute 1936 die erste Militärseilbahn (Pendel-Zweiseilbahn der Firma Odermatt, Engelberg) der Schweiz von der Monte Ceneri-Strasse zur Kasematte auf dem Motto Tornago.
Vor 1939 hatte die Armee mit Ausnahme der Seilbahnen in den Festungen St. Gotthard und Saint-Maurice keine permanenten Seilbahnen.
1936 erfand der Seilbahningenieur Ernst Constam eine dislozierbare (mobile) Pendelseilbahn, die von einem Lastwagen angetrieben werden konnte, dessen Pneufelgen durch Seilscheiben ersetzt wurden. Solche mobilen Seilbahnen wurden von den Gebirgstruppen seit längerem gewünscht, um die Rochadeachsen (alternative Truppenverschiebung) schneller und wintersicher zu machen und bei schwierigem (steil, felsig, weglos, ohne Strassen usw.) und gefährlichem (Lawinen, Steinschlag, Erdrutsche usw.) Gelände einzusetzen, das von Soldaten und Traintruppen nicht mehr bewältigt werden konnte. In den 1930er Jahren erhielten die Eisenwerke Oehler & Co., Aarau vom Bund den Auftrag, Militärseilbahnen zu entwickeln und zu liefern.
Vom September 1939 bis Juni 1940 wurden dringend benötigte Seilbahnen von der Truppe in eigener Regie gebaut. Im Mai 1940 wurde der Infanterieoberst und Seilbahnunternehmer Alfred Oehler zum Chef des neuen Stabes Seilbahndienst ernannt, um den Seilbahndienst der Armee aufzubauen. Der Geniechef erliess die Technischen Weisungen für den Seilbahnbau der Armee (Vorgehen bei Anlagenprojekten, Inventar verfügbarer und lieferbarer Anlagen).
Vom September 1939 bis November 1940 wurden 27 Seilbahnen mit einer Länge von 57 Kilometer projektiert und erstellt. Im November 1943 waren 118 Seilbahnen vorhanden. Ein Beispiel ist die Rochadeachse von Giswil am Brünigpass nach Sörenberg im Entlebuch, für die eine wintersichere Seilbahnverbindung erstellt wurde (Zimmerplatz–Talwald–Hohnegg–Schälf/Iwi (MSB 53/54) und Mörlialp–Winkelstation Glaubenbielen–Habchegg im Mariental (MSB 50)).
Ein anderes Beispiel ist die Transportkette für Verwundetenverlegung ab dem Militärspital Lochezen bei Walenstadt zur Umgehung bei gesperrtem Kerenzerberg. Die Transportkette führte mit verschiedenen Militärseilbahnen über den Risetenpass (MSB 100) und den Pragelpass (MSB 101) ins Muotathal.

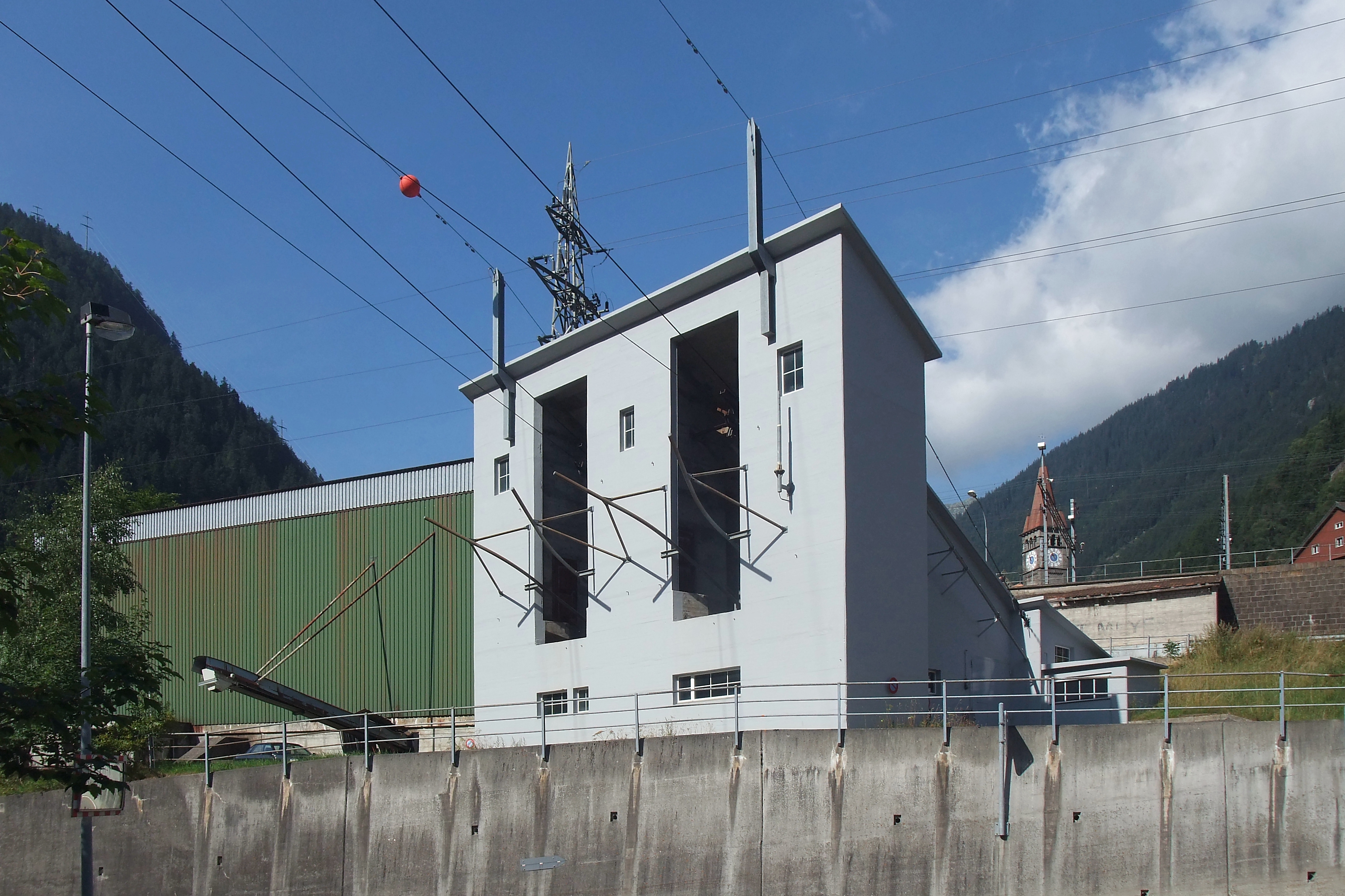
Talstation Luftseilbahn Göschenen–Gütsch Z302
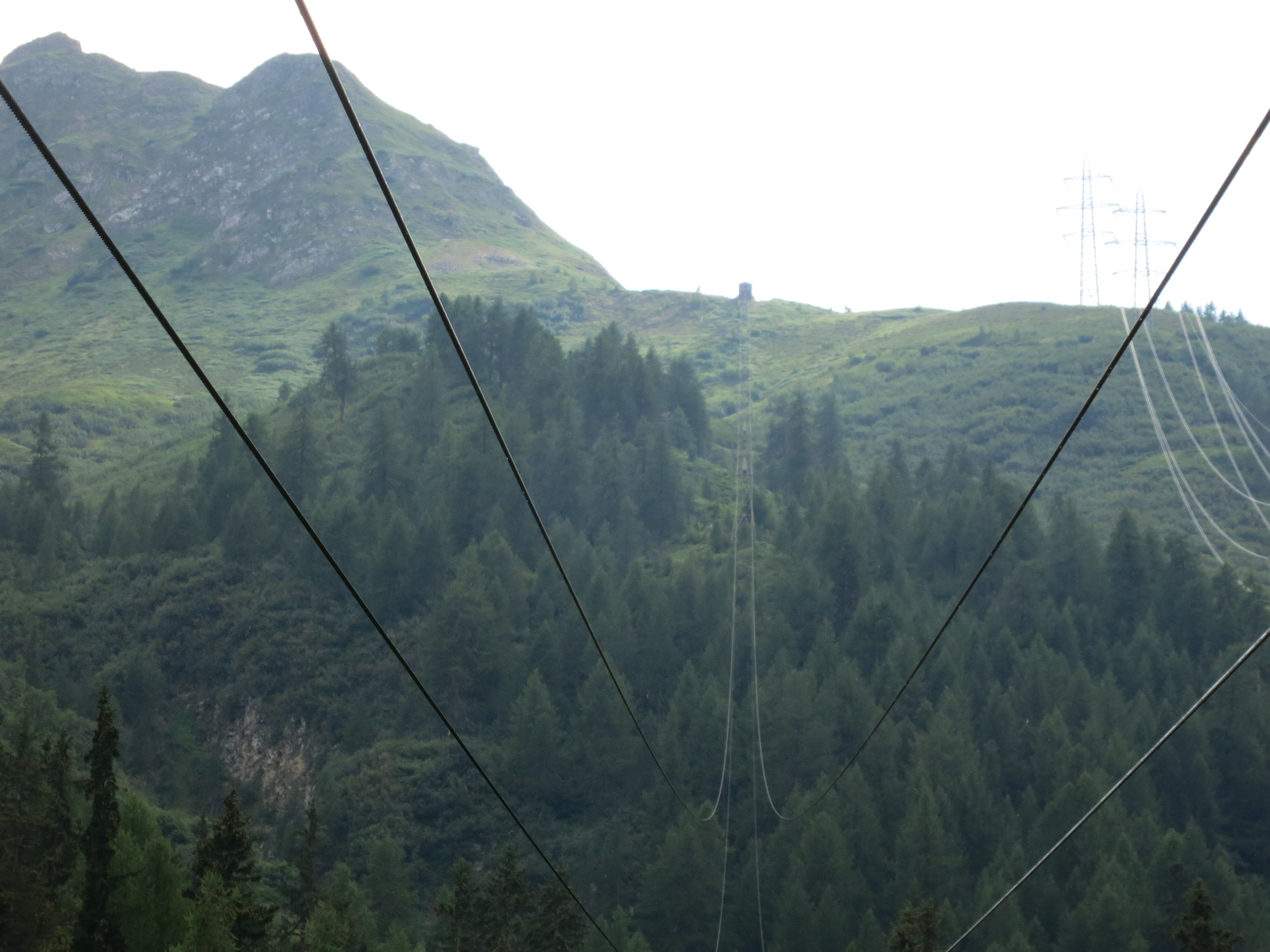
Luftseilbahn All'Acqua–Winkelstation Z307
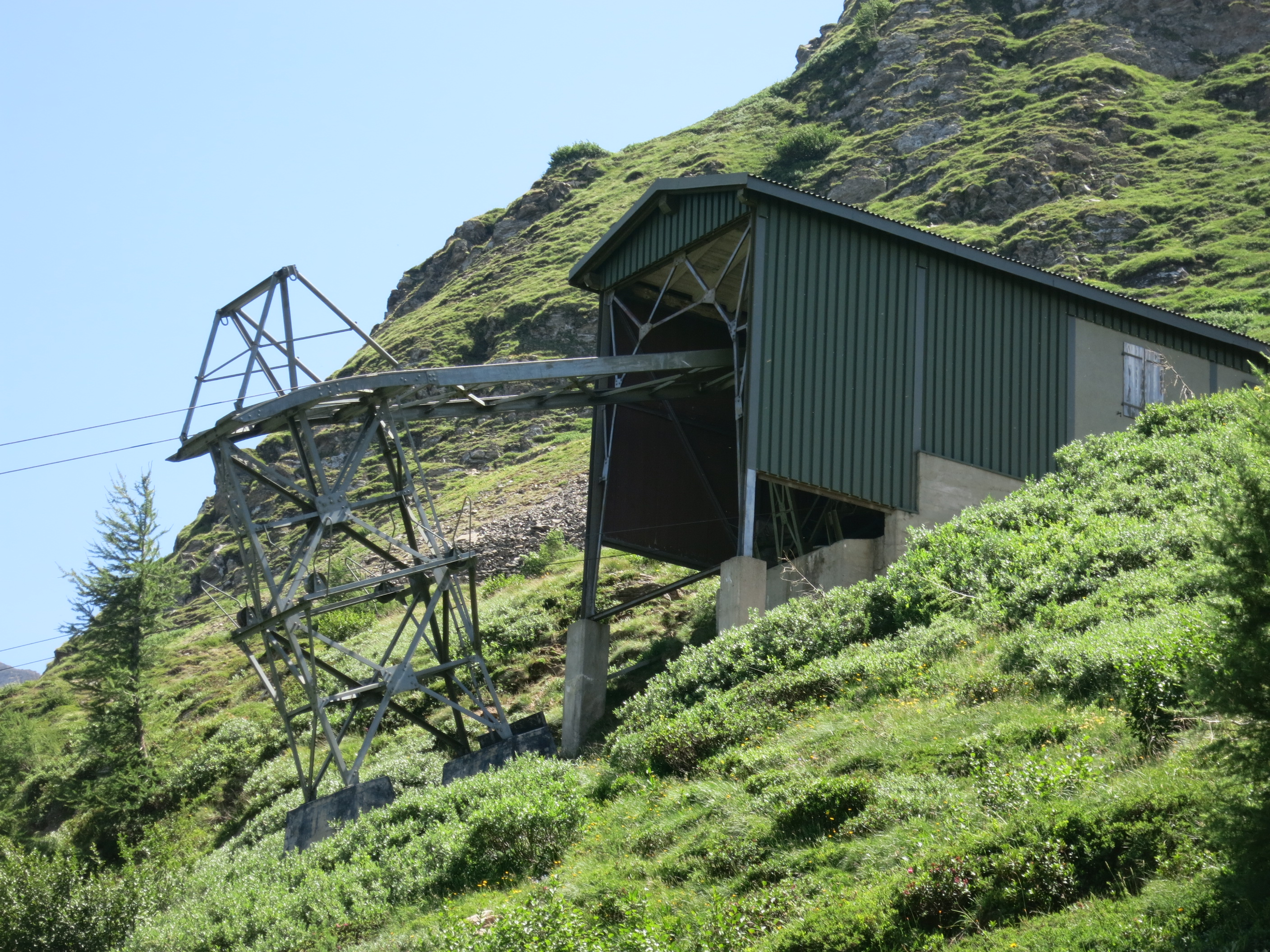
Winkelstation–San Giacomo Z308
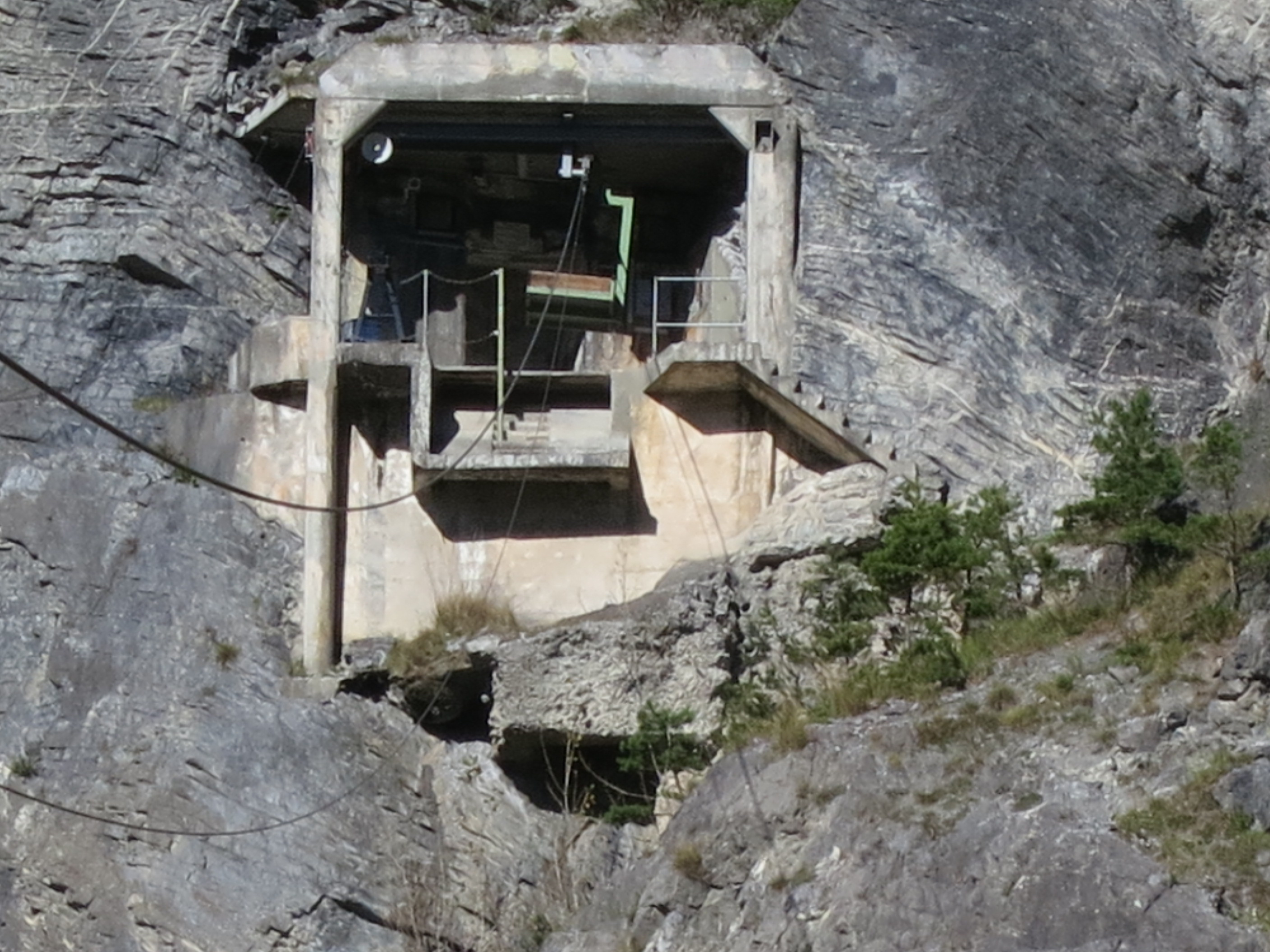
Bergstation Artilleriewerk Tschingel Z404

Der rasche Aufbau des Seilbahndienstes war nur möglich, weil die Milizarmee Kader und Spezialisten aus der Seilbahnindustrie aufbieten konnte. Die Seilbahnindustrie profitierte ihrerseits von der Ausbildung und den Erfahrungen im Militärdienst.
Nach 1945 wurden die rund 100 mobilen Militärseilbahnen abgebrochen, liquidiert oder eingelagert. Die Abteilung für Festungswesen übernahm 15 permanente Militärseilbahnen (Z-Seilbahnen) vorwiegend in Artilleriefestungen. Das 1942 gegründete und 2003 aufgelöste Festungswachtkorps war für 30 Z-Seilbahnen verantwortlich. Weitere Seilbahnen wurden vom Bundesamt für Militärflugplätze (BAMF) und dem Oberkriegskommissariat (OKK) betrieben.
Der 1940 geschaffene Dienstzweig Seilbahnen wurde mit der Truppenordnung 1947 neu mit einem Stab Seilbahndienst (17 Mann), der Seilbahnkompanie 1 (222 Mann) und 33 Hilfsdienst (HD) Seilbahndetachementen (je 35 Mann) organisiert. Daneben übten auch Sappeur-Kompanien den Seilbahnbau.
Die Gebirgsbrigade 12 hatte den Zugang zu einer Manganerzlagerstätte bei Falotta im Oberhalbstein zu erschliessen. Für den Transport baute ein Seilbahndetachement 1944 innert 14 Tagen eine Seilbahn von Rona an der Julierpassstrasse bis Falotta.
Das mit der Armee 61 geschaffene Gebirgsarmeekorps erhielt ein Seilbahnbataillon (Seilb Bat 27, 553 Mann) zugeteilt.

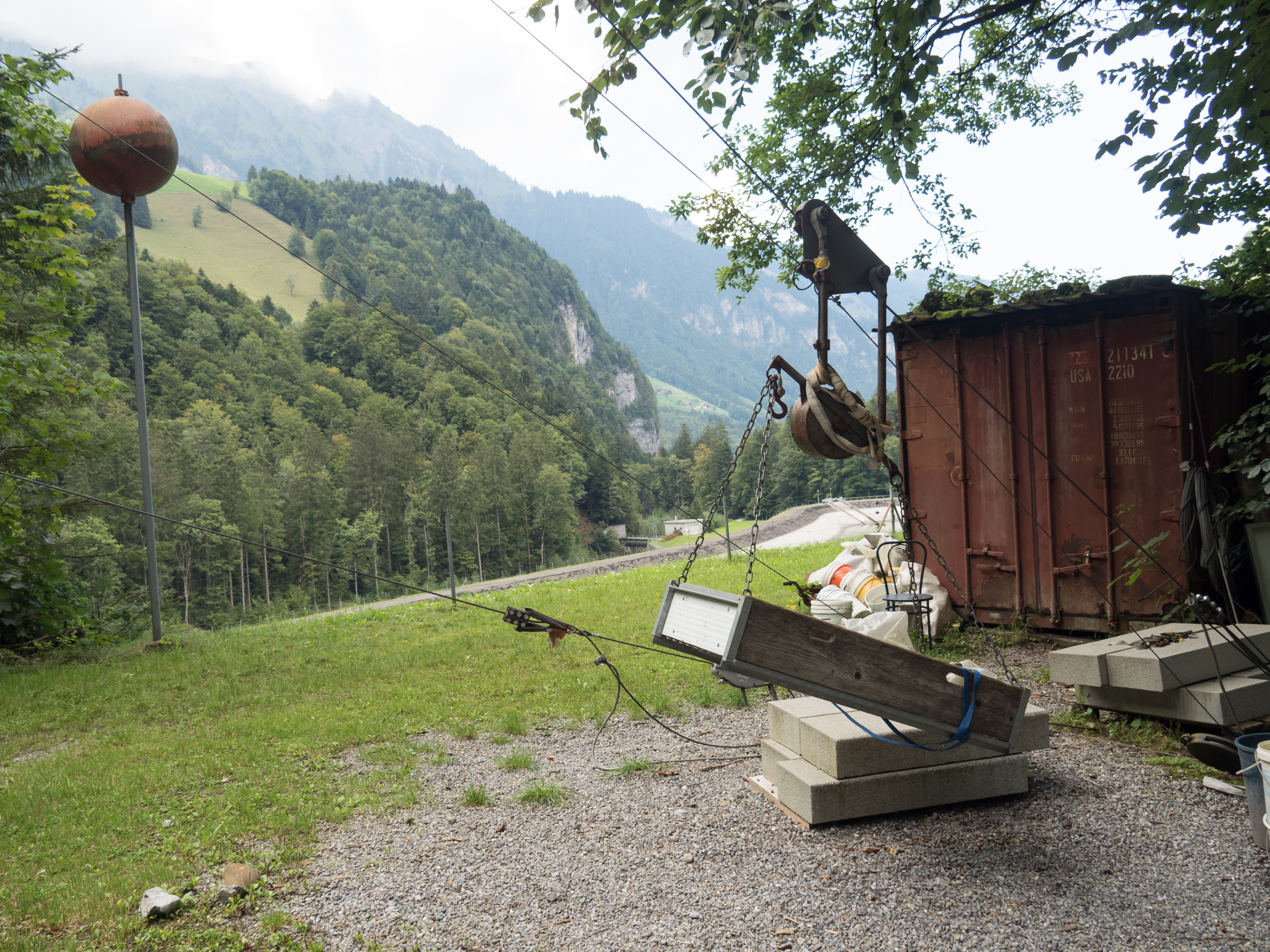
Materialseilbahn Obermatt–Alp Zingel

Ab 1982 wurden die von der Armee in Zeughäusern eingelagerten und nicht mehr benötigten mobilen Militärseilbahnen günstig an Bergbauern verkauft. Ein pensionierter Seilbahningenieur gründete die Arbeitsgemeinschaft  Militärseilbahnen für  Berggebiete. Vielen Bergbauern konnte so geholfen werden, um die Alpen vor Verwilderung und Vergandung zu schützen. Ein Beispiel sind die von der Truppe im Centovalli und Bleniotal (ZP-Zweiseilpendelbahnen des ehemaligen Ausbildungsparks für HD-Seilbahnkurse in Acquarossa) errichteten Seilbahnen, um die Alpen besser erschliessen zu können. Oder die 1999 von der Armee verkaufte und montierte Transportbahn von Obermatt im Engelbergertal zur abseits gelegenen Alp Zingel.

## Seilbahndienst
Der Stab Seilbahndienst hatte die Aufgabe, den Seilbahnbetrieb (Fachtechnik und Einsatz) zu organisieren und zu administrieren: Das umfasste Studien und Projekte für Seilbahnanlagen, Konstruktion und Beschaffung von Seilbahnmaterial mit der Kriegstechnischen Abteilung KTA, Baupläne und Bauaufsicht, Reparaturen und Unterhalt, Aufsicht über Betrieb und Unterhalt inklusive Privatseilbahnen, die der Armee dienten, Verwaltung von drei Material-Hauptlagern und der laufenden Dispositions-, Unterhalts- und Spezialkredite. Rekrutierung, Organisation und Ausbildung der Seilbahntruppen, Beschaffung des technischen Korpsmaterials.
Der eigentliche Seilbahndienst war zuständig für den Bau und Reparaturen der Infrastruktur (Seilbahnkompanie) und den Betrieb und Unterhalt (HD Seilbahnbetriebsdetachemente).

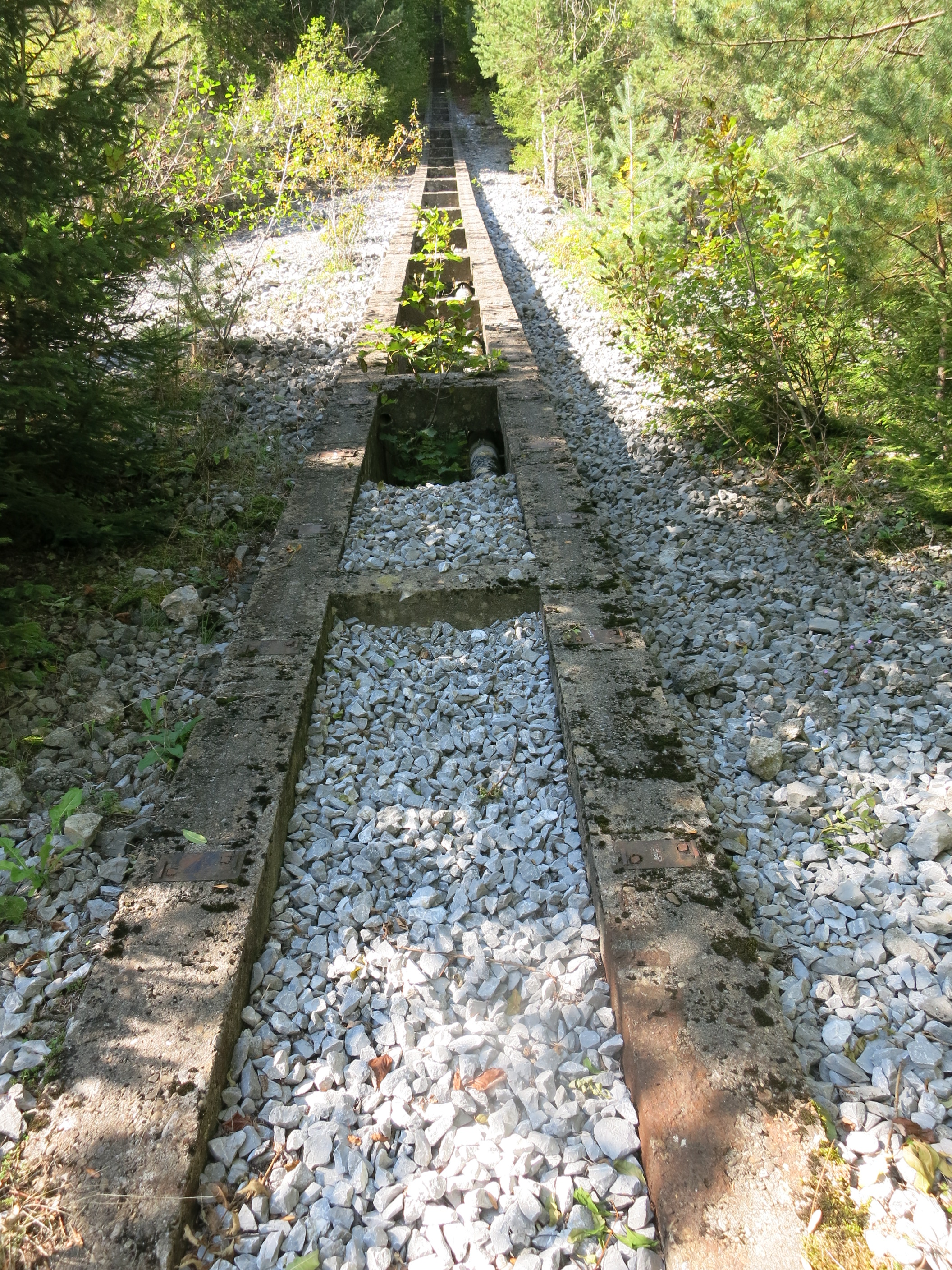
Trassee Standseilbahn Artilleriewerk Burg Z202
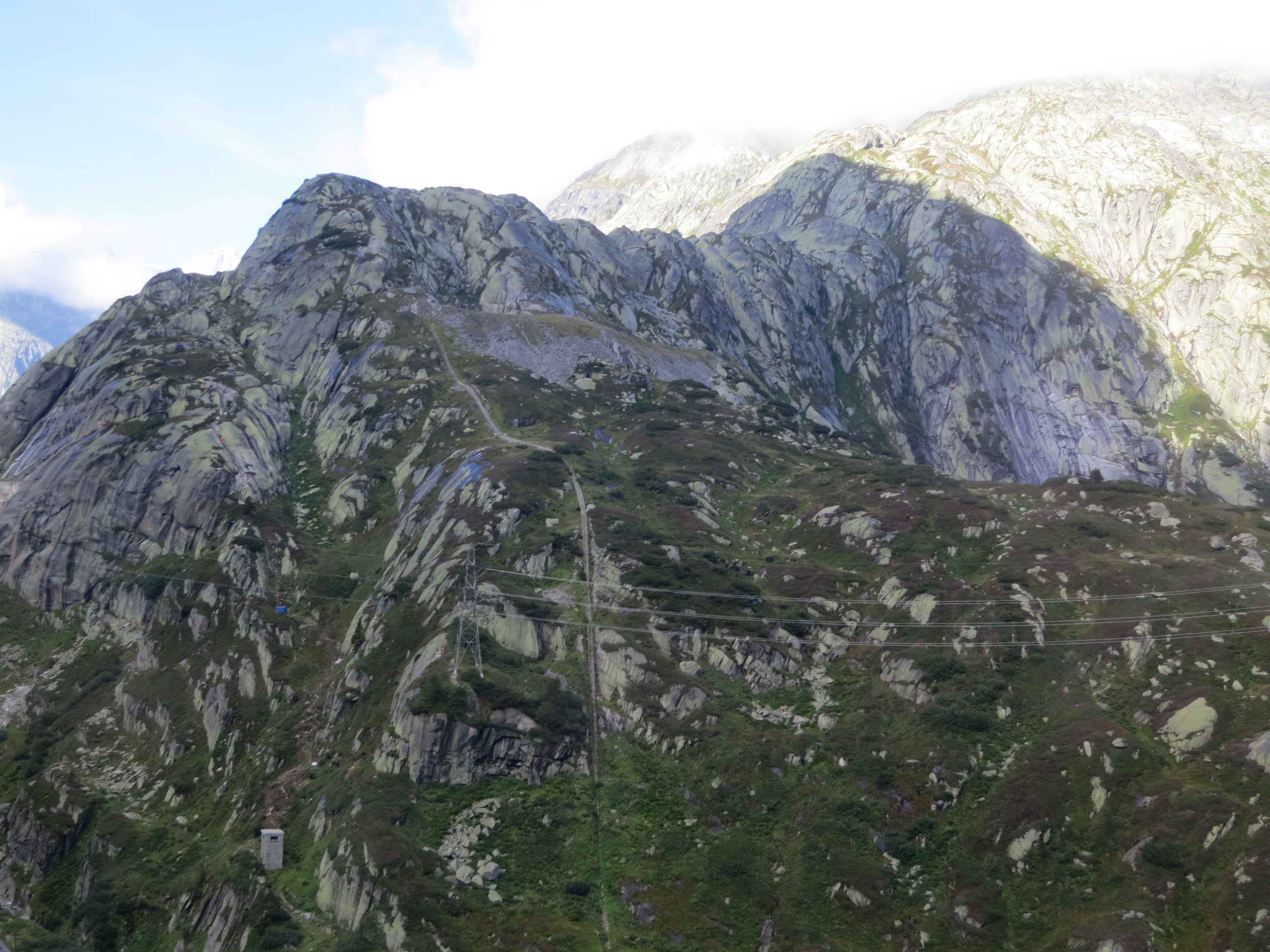
Trassee Standseilbahn Artilleriewerk Grimsel Z311 (2014)
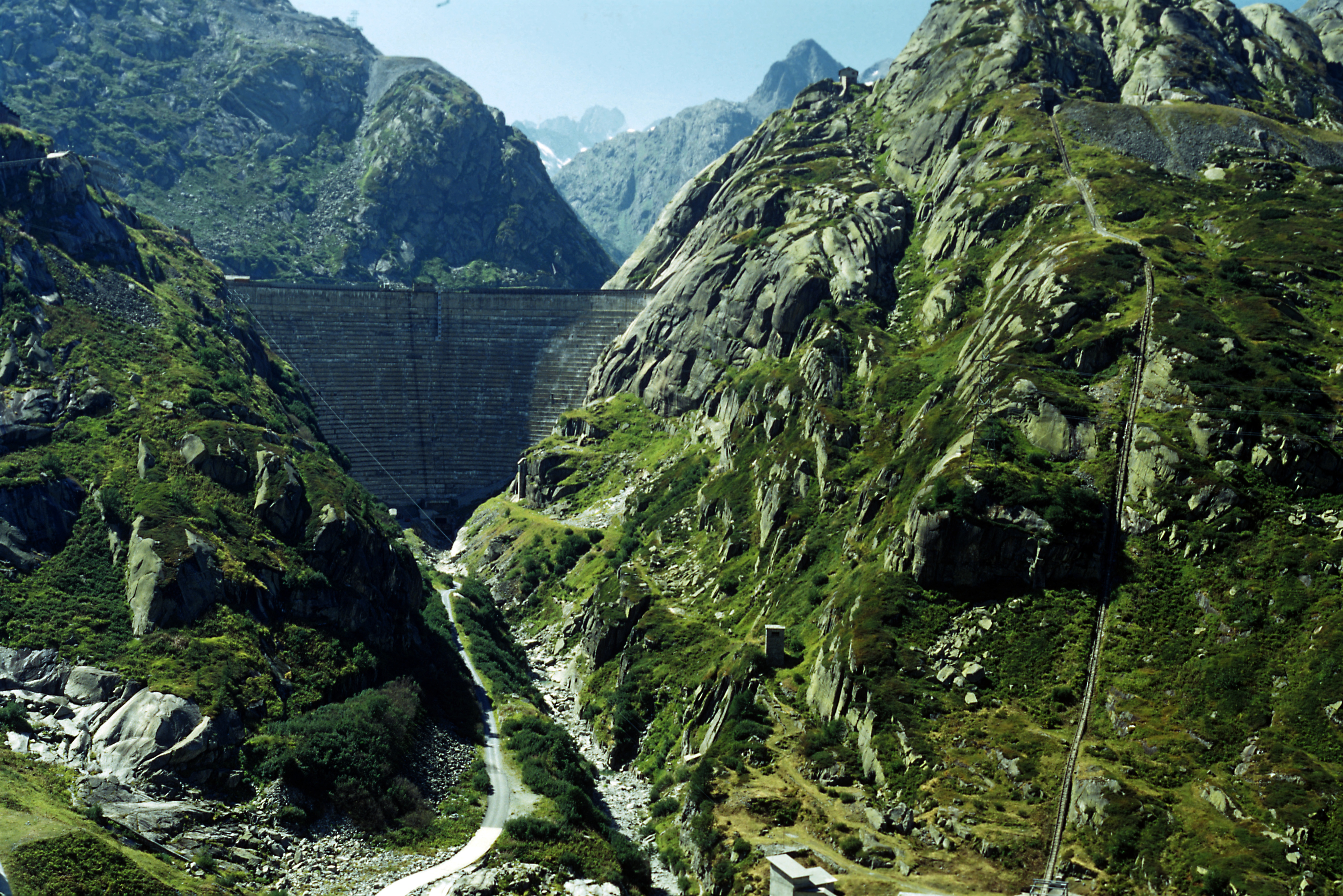
Standseilbahn Artilleriewerk Grimsel Z311 (2003, vor Abbau 2004)

## Militärseilbahnen
Mit den Vorschriften von 1941 wurden die Normen für fünf Seilbahntypen und eine Motorschlittenwinde festgelegt: SU Schwere Umlaufbahn, LU Leichte Umlaufbahn, SP Schwere Pendelbahn, LP Leichte Pendelbahn, OP Operationsbahn (Einseilpendelbahn), MSW Motorschlittenwinden. Die Normen galten für Materialseilbahnen, für militärische Personentransporte waren zusätzliche Sicherheitsmassnahmen erforderlich.
Es wurde unterschieden zwischen permanenten, als Z-Seilbahnen bezeichnet, und mobilen, durch die Seilbahntruppe temporär aufgebaute und betriebene Seilbahnen. Für den Bau der mobilen Bahnen wurde normiertes Seilbahnmaterial verwendet, das in den Zeughäusern des Alpenraumes gelagert wurde.
| MSB- und Z- Nummer | Strecke                                                                | Typ   | Sek- tion | Länge Meter | Einheit       | Kanton | Ort                                                                                          |
| ------------------ | ---------------------------------------------------------------------- | ----- | --------- | ----------- | ------------- | ------ | -------------------------------------------------------------------------------------------- |
| 1                  | Bruson – Payannaz                                                      | SP    | 1         | 1600        | Geb Br 10     | VS     | 46.066212 7.218618                                                                           |
| 3                  | Isérables – Croix de Coeur                                             | SP    | 2         | 4300        | Geb Br 10     | VS     | 46.162142 7.244511                                                                           |
| 4                  | Gsteig – Sanetschpass                                                  | LP    | 1         | 2000        | Div 1         | VS     | 46.364369 7.29661                                                                            |
| 5                  | Rawilpass                                                              | LP    | 1         | 1100        | Div 1         | VS     | 46.383322 7.442316                                                                           |
| 7                  | Jaun – Festung Euschels                                                | LP    | 1         | 2300        | Div 1         | FR     | 46.629946 7.282215 46.620782 7.277802 46.622745 7.27875 46.624662 7.27958 46.610575 7.273121 |
| 8                  | Pré Landon – Aiguille (AW Petit-Mont–Dailly "Forclettaz")              | LP    | 2         |             | Geb Br 10     | VD     | 46.213648 7.032951                                                                           |
| 18                 | Lochezen (Militärspital)                                               | St    | 1         |             | Fest Br 13    | SG     | 47.130745 9.280841                                                                           |
| 19                 | Rigel – Wiesli (Answiesen GR)                                          | St    | 1         |             | Fest Br 13    | GR     | 47.054686 9.504124                                                                           |
| 40                 | Baumgartenalp – Leiterli                                               | Sr    | 1         |             | Div 8         | BE     | 46.425426 7.405959                                                                           |
| 42                 | Schaftelenmoos – Sattelpass (Flühli)                                   | Sr    | 1         |             | Div 8         | LU     | 46.865787 8.072399                                                                           |
| 43                 | Dürruteli – Infanteriewerk Strick                                      | Sr    | 1         |             | Div 8         | LU     | 46.848132 7.995647                                                                           |
| 44                 | Risch – Infanteriewerk Schafschirmberg (Glaubenberg)                   | Sr    | 1         |             | Div 8         | LU     | 46.939456 8.130767 46.93784 8.1321                                                           |
| 47                 | Ruchschwand – Bärseli (Flühli)                                         | Sr    | 1         |             | Div 8         | LU     | 46.851653 8.011392                                                                           |
| 48                 | Kubel – Lohegg                                                         | Sr    | 1         |             | Div 8         | BE     | 46.678878 7.414563                                                                           |
| 49                 | Klus – Schybegütsch                                                    | Sr    | 1         |             | Div 8         | LU     | 46.814461 7.957667                                                                           |
| 50                 | Mörlialp – Glaubenbielen – Habchegg/Mariental LU                       | SU    | 2         | 4400        | Div 8         | OW     | 46.825313 8.110703 46.811555 8.05706                                                         |
| 51                 | Harzersboden (1125 m ü. M.) – Tannigsboden (1487 m ü. M.) (Habkern BE) | SP    | 1         | 2400        | Div 8         | BE     | 46.786217 7.947102                                                                           |
| 53                 | Talalpeli – Schälf/Iwi (1237 m ü. M.)                                  | LP    | 1         |             | Div 8         | OW     | 46.832958 8.115452                                                                           |
| 54                 | Zimmerplatz (642 m ü. M.) – Talwald–Hohnegghütte (1227 m ü. M.)        | SP/St | 1         |             | Div 8         | OW     | 46.847513 8.148138 46.848594 8.116815                                                        |
| 55                 | Chlyns Mittelbergli – Schafloch                                        | SP    | 1         | 1200        | Div 3         | BE     | 46.729852 7.773896                                                                           |
| 56                 | Brunni (Weissenburgberg) – Bergtürli – Chuelouene (Därstetten)         | LP    | 3         | 6300        | Div 2         | BE     | 46.663438 7.478188                                                                           |
| 57                 | Katzensprung                                                           | LP    | 1         |             | Div 2         |        |                                                                                              |
| 58                 | Oberwil – Nesseli – Widdergrind                                        | LP    | 2         | 2750        | Div 2         | BE     | 46.676997 7.408813 46.66907 7.42306                                                          |
| 59                 | Wüstentobel – Richisalp                                                | LP    | 1         | 1000        | Div 2/R Br 21 | BE     | 46.663898 7.381276                                                                           |
| 63                 | Mährenschlag – Feld                                                    | LP    | 1         |             | Div 4         | OW     | 46.960627 8.206313                                                                           |
| 64                 | Balismatt – Nätschen                                                   | LP    | 1         |             | Div 4         | OW     | 46.962478 8.190428                                                                           |
| 66                 | Melchtal – Storeggpass – Grafenort (Engelberg)                         | LU    | 3         |             | Div 4         | OW     | 46.84564 8.32833                                                                             |
| 67                 | Gschwend – Rigi Scheidegg                                              | LP    | 1         |             | Div 5         | SZ     | 47.027442 8.519572                                                                           |
| 68                 | Moräne (Gasterntal) – Schafgrinden (Kanderfirn)                        | Sr    | 1         |             | Div 2         | BE     | 46.460861 7.77196                                                                            |
| 69                 | Änderwasser – Gfelalp – Leckboden – Mannli (Lötschenpass)              | Sr/LP | 3         |             | Div 3         | BE     | 46.416265 7.716694                                                                           |
| 70                 | Heitiberg                                                              | SP    | 1         |             | Div 3         | BE     | 46.682046 7.582963                                                                           |
| 71                 | Simmenfluh                                                             | LP    | 1         |             | Div 3         | BE     | 46.677102 7.623831                                                                           |
| 72                 | Grön – Unterbergli                                                     | LP    | 1         |             | Div 3         | BE     | 46.719243 7.756172 46.713524 7.761828                                                        |
| 73                 | Bärenmatt – Stock (Kandersteg)                                         | LP    | 1         |             | Div 3         | BE     | 46.476934 7.662628 46.46484 7.655743                                                         |
| 74                 | Zettenalp – Schafloch                                                  | Sr    | 1         |             | Div 3         | BE     | 46.744746 7.771751                                                                           |
| 75                 | Klusalp – Auf der Egg                                                  | LP    | 1         |             | Div 2         | BE     | 46.633193 7.348858                                                                           |
| 77                 | Aemsigenalp – Pilatus                                                  | OP    | 1         |             | Div 4         | LU     | 46.970313 8.271121                                                                           |
| 78                 | Aemsigenalp – Tellenfad                                                | OP    | 1         |             | Div 4         | LU     | 46.977173 8.275341                                                                           |
| 79                 | Matthorn                                                               | LP    | 1         |             | Div 4         | LU     | 46.970632 8.253082                                                                           |
| 80                 | Chriesiloch – Klimsenhorn                                              | Sr    | 1         |             | Div 4         | LU     | 46.983187 8.250933                                                                           |
| 81                 | Atzigen – Rengg                                                        | LP    | 1         |             | Div 4         | LU     | 46.972854 8.297457                                                                           |
| 89                 | Charismatt – Stock                                                     | OP    | 1         |             | Div 5         |        |                                                                                              |
| 90                 | Lauibach – Schwandli                                                   | LP    | 1         |             | Div 8         |        |                                                                                              |
| 93                 | Büel – Chimmispitz (Landquart)                                         | LP    | 1         |             | Fest Br 13    | GR     | 46.954009 9.50489                                                                            |
| 94                 | Grünhag – Lerchenplatte – Palfries                                     | LP    | 2         |             | Fest Br 13    | SG     | 47.08402 9.413043                                                                            |
| 96                 | Valens – Festung Furggels                                              | OP    | 1         |             | Fest Br 13    | SG     | 46.969646 9.480897                                                                           |
| 98                 | Guggstein (Oberschan)                                                  | LP    | 1         |             | Fest Br 13    | SG     | 47.100278 9.452014                                                                           |
| 100                | Unterrisetenalp (Chrauchtal) – Risetenpass – Walabütz                  | SU    | 2         | 5000        | Fest Br 13    | SG     | 46.978097 9.246668                                                                           |
| 101                | Pragelpass                                                             | SU    | 3         | 9200        | Div 7         | SZ     | 47.024239 8.940902 47.021021 8.900253 46.99723 8.86631 46.988412 8.836481                    |
| 102                | Peil – Valserberg                                                      | SP    | 1         | 2500        | Geb Br 12     | GR     | 46.554726 9.198907                                                                           |
| 103                | Safien – Safierberg                                                    | SP    | 1         | 1400        | Geb Br 12     | GR     | 46.578439 9.264858                                                                           |
| 104                | Somvix                                                                 | LP    | 1         |             | Geb Br 12     | GR     | 46.700298 8.952129                                                                           |
| 105                | Malans – Oberälpli                                                     | SP    | 1         |             | Fest Br 13    | GR     | 47.012268 9.588399                                                                           |
| 108                | Stelserberg                                                            | LP    | 1         |             | Geb Br 12     | GR     | 46.96482 9.730842                                                                            |
| 111                | Chrüz (Prättigau)                                                      | Sr    | 1         |             | Geb Br 12     | GR     | 46.954628 9.779127                                                                           |
| 112                | Rickental – Rindereggli                                                | LU    | 1         |             | Div 7         | SZ     | 47.148606 8.83539                                                                            |
| 113                | Fröschenei (Pany)                                                      | LP    | 1         |             | Geb Br 12     | GR     | 46.940598 9.799762                                                                           |
| 114                | Boden (Pany)                                                           | LP    | 1         |             | Geb Br 12     | GR     | 46.94636 9.786073                                                                            |
| 115                | Sanitätshilfsstelle Lochgraben – Geissberg                             | LP    | 1         |             | Gz Br 5       | AG     | 47.522833 8.187223                                                                           |
| 118                | Rona – Falotta                                                         | LP    | 2         |             | Geb Br 12     | GR     | 46.545389 9.6496                                                                             |
| 119                | Axalp                                                                  | OP    | 2         |             | Div 3         | BE     | 46.719845 8.036625                                                                           |
| 120                | Tomils–Trans                                                           | LP    | 1         |             | Geb Br 12     | GR     | 46.764898 9.461626                                                                           |
| 121                | Thyon                                                                  | OP    | 1         |             | Div 2         | VS     | 46.181162 7.371722                                                                           |
| 150                | Bistimatten – Bistenenpass (Simplonpass)                               | LP    | 1         | 1400        | Geb Br 11     | VS     | 46.239579 7.980451                                                                           |
| 151                | Ritti – Gebidem                                                        | SP    | 1         | 2500        | Geb Br 11     | VS     | 46.29581 7.91724 46.27043 7.9359                                                             |
| 152                | Schrattenwald                                                          | LP    | 1         |             | Geb Br 11     | VS     |                                                                                              |
| 153                | Lauwinen–Riedalp–Saflisch                                              | LP    | 2         |             | Geb Br 11     | VS     | 46.323564 8.094502                                                                           |
| 156                | Gabi (Simplonachse)                                                    | LP/SP | 1         |             | Geb Br 11     | VS     | 46.185266 8.076299                                                                           |
| 157/174            | Oberstafel – Cavannapass – Ronggergrat (2728 m ü. M.)                  | LP    | 2         | 1700        | Div 9         | UR     | 46.548508 8.500646 46.53596 8.507179                                                         |
| 158                | Bedretto – Val Torta (Cristallina)                                     | SP    | 2         | 4100        | Div 9         | TI     | 46.483099 8.548204                                                                           |
| 161                | Kraftwerk Schöllenen                                                   | St    | 1         |             | Div 9         | UR     | 46.651217 8.584527                                                                           |
| 163                | All’Acqua – Rotondo                                                    | SP    | 1         |             | Div 9         | TI     | 46.494525 8.467804                                                                           |
| 169                | Oberwald VS – Grimselhospiz (Sektionen A–D)                            | SP    | 4         |             | BBB           | VS     | 46.53485 8.348182                                                                            |
| 170                | Roveredo GR – Cadolcia                                                 | SP    | 1         |             | Div 9         | TI     | 46.195584 9.12284                                                                            |
| 172                | Realp – Fuchsegg                                                       | SU    | 1         |             | BBB           | UR     | 46.598838 8.502052                                                                           |
| 173                | Maigelspass                                                            | LP    | 1         |             | Div 9         | UR     | 46.595279 8.679529                                                                           |
| 176                | Siedelenstafel – Furkablick                                            | LP    | 1         |             | Div 9         | UR     | 46.583118 8.435865 46.580663 8.425486                                                        |
| Z101/11            | Artilleriewerk Follatères                                              | LP    | 1         | 395         | Geb Br 10     | VS     | 46.123544 7.071384                                                                           |
| Z102               | Festung Savatan – Dailly                                               | St    | 1         | 560         | Geb Br 10     | VD     | 46.20818 7.02916                                                                             |
| Z103               | Arsenal du Scex – Galerie du Scex                                      | LP    | 1         | 180         | Geb Br 10     | VS     | 46.213417 6.995555                                                                           |
| Z104/10            | Festung Cindey                                                         | LP    | 1         | 180         | Geb Br 10     | VS     | 46.224151 7.000639                                                                           |
| Z106               | Infanteriewerk Vernayaz                                                | LP    | 1         | 105         | Fest Br 10    | VS     | 46.129829 7.043783                                                                           |
| Z201/46            | Legi – Schmockenfluh                                                   | St    | 1         | 85          | Div 3         | BE     | 46.697426 7.753939                                                                           |
| Z202               | Artilleriewerk Burgfluh                                                | St    | 1         | 205         | R Br 21       | BE     | 46.669605 7.631881                                                                           |
| Z203/83            | Wolfenschiessen – Wissiflue                                            | St    | 1         | 650         | Div 4         | NW     | 46.910827 8.390838                                                                           |
| Z204               | Artilleriewerk Blattiberg                                              | St    | 1         | 430         | R Br 22       | NW     | 46.95181 8.32266                                                                             |
| Z205               | Atzigen – Renggpass                                                    | OP    | 1         |             | R Br 22       | NW/OW  | 46.976689 8.292248                                                                           |
| Z207               | Artilleriewerk Klein Durren                                            | LP    | 1         | 1210        | R Br 22       | NW     | 46.96833 8.27729 46.96804 8.29086                                                            |
| Z208               | Infanteriewerk Hirsegg                                                 | St    | 1         | 245         | R Br 22       | LU     | 46.856668 8.012206                                                                           |
| Z2xx               | Kommandoposten Heinrich                                                | St    | 1         | 200         | R Br 21       | BE     | 46.674669 7.679366                                                                           |
| Z2xx               | Artilleriewerk La Braye                                                | St    | 1         |             | R Br 21       | VD     | 46.452759 7.12887                                                                            |
| Z2xx               | Artilleriewerk Le Tosse                                                | St    | 1         |             | Div 1/R Br 21 | FR     | 46.593464 7.209949                                                                           |
| Z301/110           | Artilleriewerk Isleten                                                 | St    | 1         | 70          | Div 5         | UR     | 46.919712 8.593611                                                                           |
| Z302/160           | Göschenen – Gütsch                                                     | SP    | 1         | 2540        | Div 9         | UR     | 46.656642 8.614485                                                                           |
| Z304               | Galenböden – Furkastock (Furka Reduit)                                 | LP    | 1         | 710         | Fest Br 23    | UR     | 46.57701 8.42131 46.575689 8.412858                                                          |
| Z305               | Ossasco – Cassinello                                                   | LP    | 1         | 2750        | Div 9         | TI     | 46.512707 8.538855                                                                           |
| Z306               | Cassinello – Val Torta                                                 | LP    | 1         | 1805        | Div 9         | TI     | 46.512707 8.538855                                                                           |
| Z307/165           | All’Acqua–Winkelstation                                                | LP    | 1         | 1440        | Div 9         | TI     | 46.474433 8.472201                                                                           |
| Z308/165           | Winkelstation – San Giacomo                                            | LP    | 1         | 1310        | Div 9         | TI     | 46.465214 8.462                                                                              |
| Z309               | Artilleriefort Magadino                                                | St    | 1         | 100         | Div 9         | TI     | 46.149052 8.873823                                                                           |
| Z311/168           | Sommerloch–Artilleriewerk Grimsel                                      | St    | 1         | 540         | Geb Br 11     | BE     | 46.575674 8.334752                                                                           |
| Z312               | Infanteriewerk Crap Bargatzi (Trin GR)                                 | LP    | 1         |             | Geb Div 12    | GR     | 46.828956 9.35038                                                                            |
| Z313               | Winkelstation – Grandinagia                                            | LP    | 1         | 125         | Fest Br 23    | TI     | 46.473701 8.473463                                                                           |
| Z316/164           | Andermatt – Bäzberg                                                    | LP    | 1         | 990         | Fest Br 23    | UR     | 46.645929 8.578053                                                                           |
| Z401/99            | Lüsis – Infanteriewerk Nideri                                          | LP    | 1         | 975         | Fest Br 13    | SG     | 47.13802 9.33813 47.14572 9.33768                                                            |
| Z402/107           | Ragnatsch – Palfries                                                   | SP    | 1         | 3045        | Fest Br 13    | SG     | 47.089055 9.42112                                                                            |
| Z403/106           | Fläsch – Fläscherberg                                                  | LP    | 1         | 905         | Fest Br 13    | GR     | 47.034538 9.511192                                                                           |
| Z404/97            | Artilleriewerk Tschingel                                               | LP    | 1         | 195         | Fest Br 13    | GR     | 47.039617 9.489933                                                                           |
| Z406/95            | Stägentobel – Girenfürggli (Schuders)                                  | LP    | 1         |             | Fest Br 13    | GR     | 47.014821 9.75711 47.025147 9.753372                                                         |